# Cucina dello Xinjiang

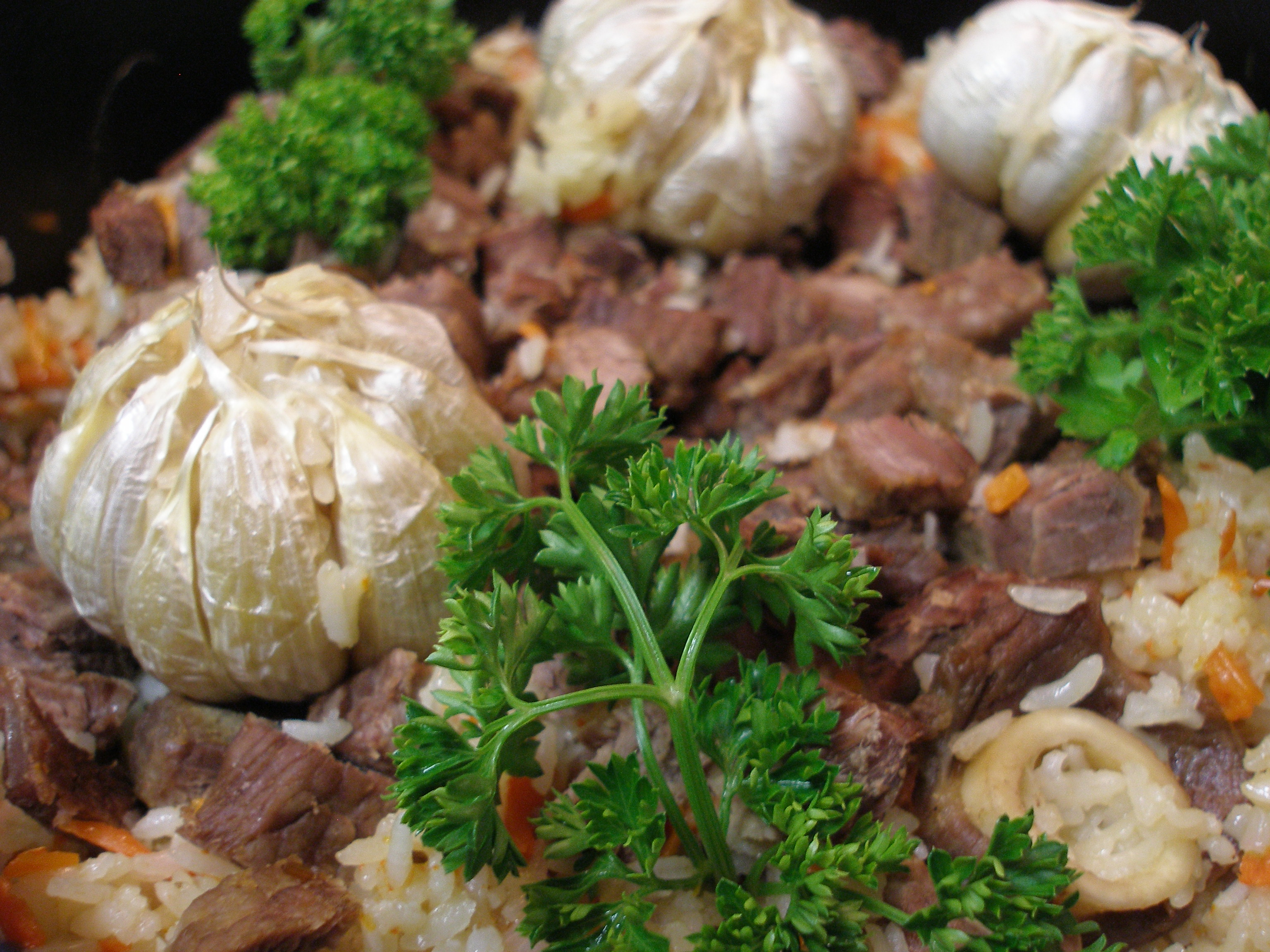
Polu (پولۇ, полу)

La cucina dello Xinjiang (新疆菜S, Xīnjiāng CàiP) comprende gli stili alimentari di molti gruppi etnici dello Xinjiang e si riferisce in particolare alla cucina degli uiguri (in uiguro ئۇيغۇر تائاملىرى, Uyghur Taamliri, Уйғур Таамлири; 維吾爾菜S, Wéiwú'ěr CàiP). Essendo lo Xinjiang popolato in maggioranza da musulmani, il cibo è prevalentemente halal.
È possibile trovare diversi ristoranti che propongono la cucina dello Xinjiang in gran parte della Cina, solitamente gestiti da migranti uiguri.

## Composizione etnica
I gruppi etnici dello Xinjiang hanno generalmente metodi di cottura e di consumo diversi. Gli han usano le bacchette, mentre i kazaki mangiano con le mani. I cibi cerimoniali per alcuni gruppi includono il latte di cavallo (kymyz) per i kirghisi e le interiora di pecora per gli xibe. I piatti dei dongxiang includono noodle bolliti in una densa zuppa di montone e involtini intrecciati al vapore.
Gli uiguri costituiscono gran parte della popolazione dello Xinjiang, pertanto il loro cibo è dominante nella regione. La cucina uigura fa uso di montone, manzo, cammello (esclusivamente bactrian), pollo, oca, carote, pomodori, cipolle, peperoni, melanzane, sedano, vari latticini e frutta. Una colazione in stile uigura è costituita da tè con pane fatto in casa, smetana, olive, miele, uvetta e mandorle. Agli uiguri piace offrire agli ospiti tè, nang (نان, нан; 饢, náng, نْا) e frutta come antipasto. La maggior parte dei cibi uiguri viene consumata con le bacchette, un'usanza adottata dalla cultura cinese Han nel XIX secolo.

## Piatti principali

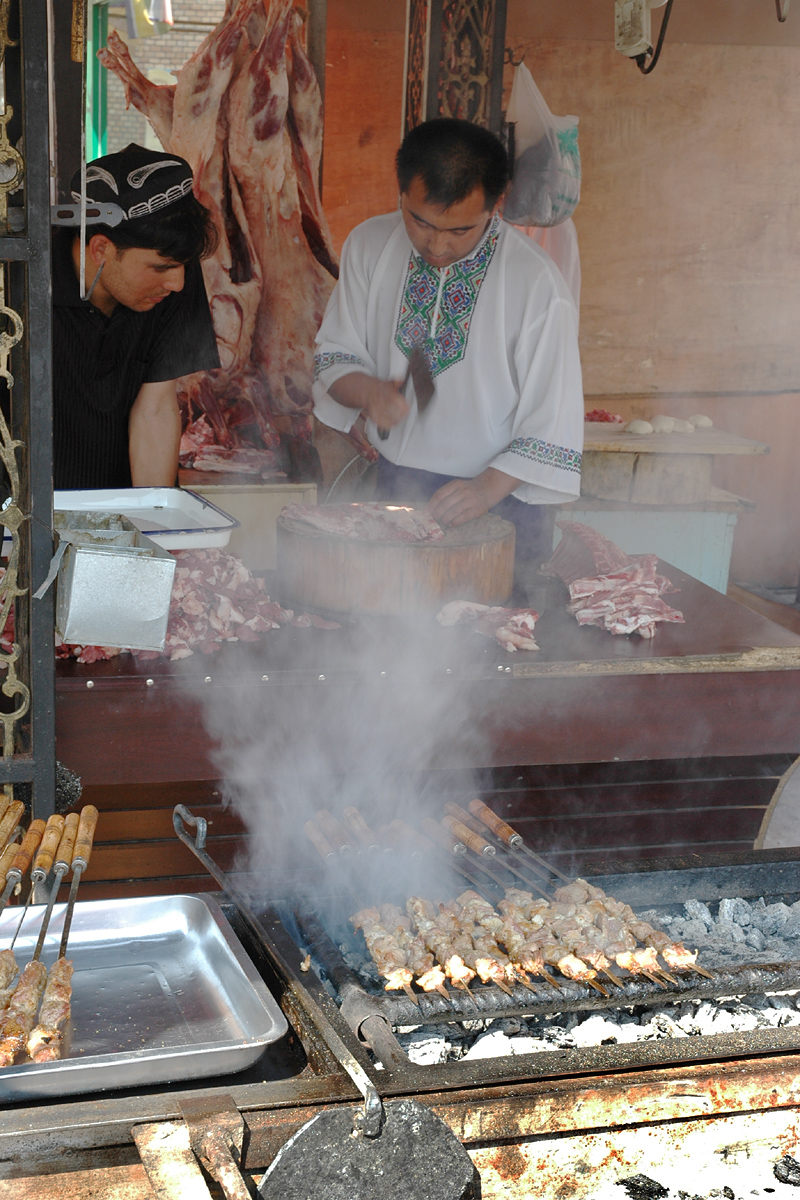
Kawaplar

Consumati anche da altri gruppi etnici dell'Asia centrale, i piatti uiguri hanno subito l'influenza della cultura Han, i quali hanno introdotto molte verdure nella dieta dello Xinjiang, come si evince dai termini uiguri derivanti dal mandarino come xuangga (黄瓜, huángguā, "cetriolo") e chäyza (茄子, qiézi, "melanzane"). I pasti serviti in occasione di eventi e festeggiamenti, come i banchetti nuziali, sono tipicamente preparati secondo la tecnica han so säy (炒菜, chǎocài, "saltare in padella"). Generalmente un classico pasto uiguro inizia con degli liang säy (凉菜, liángcài, "piatti freddi") seguiti dagli issiq säy (热菜, rècài, "piatti caldi").

### Pasta
Un comune piatto uiguro sono i laghman o leghmen (لەڭمەن , ләғмән ; 手拉麵, shǒu lāmiàn, شِوْ لامِيًا), un piatto di pasta che si pensa abbia avuto origine dai lamian. A tal proposito è stato notato che le parole che iniziano con la lettera L non provengono dalle lingue turche, quindi è plausibile che il termine läghmän derivi dal cinese. Tuttavia, il sapore e il metodo di preparazione dei leghmen sono tipicamente uiguri: è un tipo speciale di pasta fatta a mano, a base di farina, acqua e sale, il cui impasto viene diviso in palline e poi steso a mano. Le tagliatelle vengono bollite finché non diventino molto morbide e poi servite con carne e verdure saltate in padella.

### Riso
Un altro piatto tipico uiguro è il polu (پولۇ , полу ;抓飯, zhuāfàn, جُوَ فًا), diffuso in tutta l'Asia centrale. In una versione comune del polu uiguro, carote e montone (o pollo) vengono prima fritti in olio con cipolla, poi vengono aggiunti riso e acqua e l'intero piatto viene cotto a vapore. Si possono aggiungere anche uvetta e albicocche secche.

### Pane
Il pane che si trova comunemente nell'Asia centrale è una focaccia al forno nota come nang (نان, нан; 饢, náng, نْا) preparata con semi di sesamo, burro, latte, olio vegetale, sale e zucchero. Diffuso è anche il girde (Гирде), una sorta di bagel con una crosta dura e croccante. Il sangza (ساڭزا , Саңза ;馓子, Sǎnzi, صًا ذِ) è invece una treccia di pasta di farina di grano fritta e croccante. I samsa (in uiguro سامسا, Самса; 烤包子S, kǎo bāoziP, lett. "panini al forno", كَوْ بَوْ ذِ,) sono torte di agnello cotte utilizzando uno speciale forno a mattoni. Lo youtazi (يۇتازا , Ютаза ;油塔子, yóutiáozi, يِوْتِيَوْ ذِ) è un pane multistrato cotto a vapore. I göshnan (گۆشنان , Гөшнан ;饢包肉, náng bāo ròu, نْا بَوْ ژِوْ) sono invece torte di agnello grigliate in padella. I pamirdin sono torte al forno con agnello, carote e cipolle ripiene all'interno. Altri tipi di pane includono il toghach (un tipo di pane cotto nel tandoor) e il tunurkawab (饢坑肉, náng kēng ròu, نْا كعْ ژِوْ).

### Carne
I piatti di carne includono zuppe a base di agnello o pollo come la shorpa (شورپا, Шорпа; 羊汤, yáng tāng, يْا تْا), e i kawaplar (in uiguro كاۋاپلار , каваплар), spiedini di agnello o manzo marinati con peperoncino in polvere, sale, pepe nero e cumino.
Un piatto popolare dello Xinjiang ma non di origine uigura è il dapanji (大盤雞, dàpánjī, دَاپًا کِ, chong texse toxu qorumis, чоң тәхсә тоху қорумиси, letteralmente "pollo grande piatto"). È uno spezzatino di pollo piccante servito su un grande piatto, e dopo che il pollo è stato mangiato, si aggiungono al sugo delle tagliatelle larghe e piatte tirate a mano. Il piatto ha guadagnato popolarità tra la metà e la fine degli anni '90 e si dice che sia stato inventato a Shawan, nel nord dello Xinjiang, da un migrante del Sichuan, che mescolava peperoncini piccanti con pollo e patate nel tentativo di riprodurre il tipico gusto sichuanese.

## Bevande
Le bevande più diffuse sono il tè nero e il kvas (格瓦斯, gé wǎsī, قْ وَصِ, квасс). Viene inoltre prodotta localmente la birra nera dello Xinjiang, nota per il suo sapore più forte rispetto ad altre birre cinesi locali.
L'uva coltivata nello Xinjiang viene utilizzata per la produzione di vino, chiamato museles, destinato sia alla consumazione locale che all'esportazione al di fuori della regione.

## Dolci
Sebbene sia diversa dalla baklava fatta con pasta fillo mediorientale, la stessa denominazione viene utilizzata per la torta di noci uigura, fatta a base di datteri, uvetta, noci e sciroppi.